# Мој син, Хантер
Мој син, Хантер (енгл. My Son Hunter) амерички је документарни филм из 2022. године, у режији Роберта Дејвија. Главне улоге глуме: Лоренс Фокс, Џина Карано и Џон Џејмс. У средишту филма је Хантер Бајден, син председника САД Џоа Бајдена. Приказан је 7. септембра 2022. године.

## Синопсис
Према британским интернет-новинама The Independent, филм се усредсређује на „наводе Трампових савезника” о страним пословима Хантера Бајдена. Продуценти су навели да филм осликава наводне „пословне односе и начин живота Хантера Бајдена”.

## Улоге
| Глумац          | Улога              |
| --------------- | ------------------ |
| Лоренс Фокс     | Хантер Бајден      |
| Џина Карано     | агент тајне службе |
| Џон Џејмс       | Џо Бајден          |
| Френклин Ејодел | Тајрон             |
| Џо Николас      | Теренс             |
| Џеј Лим         | Је Ђенминг         |
| Љубиша Милишић  | Микола Злочевски   |
| Саша Ђорђевић   | Виктор Јанукович   |
| Доналд Борза II   | Динеш Д’Соза       |
| Дин Џоунс       | Стивен Милер       |
| Стар Џоунс      | Луи Гомерт         |
| Ненад Хераковић | Девон Арчер        |

## Развој и снимање
Двоје конзервативних ирских филмаџија, Ен Макелхини и Фелим Макалир, развијали су филм док су тражили повећање буџета. Када је први пут најављен, представио је покушај прикупљања 2,5 милиона долара путем интернета. Међутим, на крају је прикупио више новца него што је било потребно. Претпродукција је почела већ у фебруару 2021, према речима глумице Џине Карано. Роберт Дејви потписује режију, а Ен Макелхини и Фелим Макалир продукцију.
Каранова, која глуми агента тајне службе „уморног од свега”, изјавила је: „Сценарио ми је одмах био интригантан и са стране урнебесно духовит, посебно након што сам недавно била изложена политичком царству 2020. Роберт Дејви је неко који ми се обратио одмах пошто сам ’отказана’ у фебруару 2021. Одлучила сам се за учествовање у овом пројекту у знак подршке њему и једном од мојих омиљених људи, Лоренсу Фоксу.”
Продукција је почела у октобру 2021. године у Србији, а трајала је четири седмице. Током снимања, Џон Џејмс, који је тумачио Џоа Бајдена, имао је повреду и хитно је пребачен у болницу, али је наставио са снимањем након лечења рекавши да „шоу мора да се настави”.